# Граматичний рід в іспанській мові
В іспанській мові граматичний рід, поряд із числом, є однією з двох форм словозміни, які систематично впливають на іменники та прикметники. З лінгвістичної точки зору, граматичний рід є граматичною ознакою, яка повинна бути спільною для елементів в межах однієї синтагми та з іншими, пов’язаними з ними, причому головним проявом роду є граматичне узгодження.
У романських мовах кажуть, що рід має морфологічну рефракцію, тобто певну форму в слові. Однак не завжди рід виявляється експліцитно у формі слова, хоча й у його узгодженні. Порівняйте наступні приклади:
El atleta ruso / La atleta rusa (Російський атлет / Російська атлетка)
El artista argentino / La artista argentina (Аргентинський художник / Аргентинська художниця)

## Вступ

### Походження роду
В іспанській мові, як і в інших романських мовах, наявність граматичного роду є залишком родової системи пізнього праіндоєвропейського періоду.
З плином часу численні автори розробляли власні критерії та концептуалізації граматичного роду в словах. Родольфо Ленц, наприклад, спекулював щодо походження роду, приписуючи закінченню -a типово жіночий характер, а закінченню -o – безбарвний. За Ленцом, існували праіндоєвропейські слова із закінченням -a, які позначали жіночий рід, такі як *mamá (мама), *cigüeña (лелека) та vaca (корова). Він припустив, що, виходячи з цих істот, які за своєю суттю є жіночими, вживання цього закінчення пошириться на решту, включаючи індоєвропейський вказівний займенник *-so, який перетвориться на *-sa.
Сьогодні вважається, що приписування граматичного роду є довільним (для неживих об’єктів та для тих, де розрізнення чоловічої/жіночої статі не має значення). Однак Якоб Грімм припустив, що рід іменників походить від сексуальної інтерпретації об’єктів, яка проходить через їхнє уособлення. Згідно з цією ідеєю, земля була б жіночого роду в більшості мов. У цьому ж руслі Лео Шпітцер вважав, що жіночий рід асоціюється зі словами, що мають значення вмістилища, тоді як чоловічий рід асоціюється зі вмістом.
Корбетт зазначає, що у всіх мовах з граматичним родом існує ядро слів, у яких рід семантично мотивований (статевими чи іншими ознаками), і що часто ця диференціація поширюється на решту слів за фонологічними критеріями, не мотивованими семантично. З цієї причини silla (стілець) є словом жіночого роду, але sillón (крісло) – чоловічого, не з семантичних причин, а через форму закінчення.
У світі також існують деякі мови, де рід присвоюється послідовно семантично. Наприклад, у тамільській мові існують три роди: чоловічий одушевлений, жіночий одушевлений та середній неодушевлений, які є семантично передбачуваними.

### Вивчення роду в іспанській мові
Далі представлено огляд підходу до категорії роду в деяких граматиках:
- У 1455 році Антоніо де Небріха вже відстоював довільність цієї категорії (під впливом Протагора), хоча продовжував вважати рід як "те, за допомогою чого розрізняють самця від самки". Важливо враховувати, що говорити про самця та самку не еквівалентно чоловічому та жіночому роду; перше розрізнення є суто зоологічним, тоді як друге – граматичною класифікацією.
- У 1555 році Анонім з Лувена [1]запропонував критерій формальної подібності, але недостатній: -a – жіночий рід, -o/-e – нечіткий рід.
- У своїй "Мінерві" ("Minerva sive de causis linguae latinae") іспанський гуманіст і граматик Ель Бросенсе не уникнув ототожнення роду та статі, приписуючи рід як невід’ємну ознаку іменника, але не прикметника.
- У Граматиці 1771 року[2] наголошувалося на ідеї роду, що виявляється через артикль. Це, схоже, продовжує латинську граматичну традицію, в якій школярі відмінювали кожне слово, супроводжуване вказівними займенниками hic, haec, hoc, щоб уточнити рід.
- Вже в 1931 році в Граматиці Королівської іспанської академії (RAE) було дано проблемне визначення, коли рід вважався граматичним випадком, хоча, якщо це щось невід’ємне для слова, воно не може бути випадком.
- "Нарис нової граматики іспанської мови" ("Esbozo de una nueva gramática de la lengua española"), зі свого боку, пропонує як критерії для пояснення роду значення, етимологічний критерій та закінчення[3].
- З іншого боку, в "Іспанській граматиці" Альсіни та Блекуа рід визначається як цілий клас морфем, які служать для актуалізації певної лексичної морфеми як іменника чи прикметника, або ж для, разом із числом, позначення узгодження з сусідніми синтаксичними елементами. Вони додають, що рід служить для того, щоб у деяких реалізаціях надавати інформацію про стать та інші аспекти реальності.[4]
- Ідея роду іменників як наслідок їхньої здатності до узгодження спонукала як Ель Бросенсе, так і Андреса Бельо стверджувати, що, якби прикметники мали лише одне закінчення (як "excelente" – відмінний), у нашій мові не існувало б роду. Здається очевидним, що, якби в якийсь момент в іспанській мові всі прикметники мали лише одне закінчення, ми б продовжували говорити про категорію роду у таких випадках, як tuvo siempre amigos / amigas vulgares (він/вона завжди мав/мала вульгарних друзів/подруг).

## Лінгвістичний опис роду
У граматиці іспанської мови існують два роди: чоловічий та жіночий. Середній рід, втрачений за винятком вказівних займенників (esto – це, eso – те, aquello – те далеке), займенника ello (воно) та артикля lo, має індоєвропейське походження та був повністю живим у латинській та німецькій мовах. Його первісне походження могло полягати в опозиції, яка не збереглася, між одуховленим і неодуховленим, властивій анімістичному сприйняттю природи. Також через це сприйняття, наприклад, у латинській мові назва дерева є жіночого роду, а плоду – середнього.
З дуже раннього часу враховувалося, що чоловічий рід виконує більшу кількість функцій, маючи таким чином ширше семантичне охоплення і, відповідно, більшу невизначеність, ніж жіночий.
Як контрприклад можна навести опозицію banco (банк/лавка) / banca (банківська справа/лавка), де жіночий рід є ширшим і менш охарактеризованим, хоча в цьому випадку це одне з тих основних понять, окрім статевого, яке виражає рід. Насправді, згідно з DRAE (Словник Королівської іспанської академії), між cesto (великий кошик) та cesta (кошик), менша характеристика була б у cesta, оскільки вона не включає натяку на поняття розміру.
Як живі істоти, так і неживі предмети мають граматичну властивість роду, тоді як живі істоти мають додаткову лексичну властивість самця та самки. Було висловлено припущення, що рід може бути навіть у лексемі, без необхідності проявлятися в морфемах. Наприклад, у випадку harina (борошно) або mesa (стіл), оскільки неможливо замінити їхнє закінчення на закінчення протилежного роду (чоловічого в цьому випадку). Так само слід розглядати випадок різнокореневих слів щодо роду (гетеронімів), які використовують різні слова для розрізнення родів.
Щодо цих гетеронімів, Т. Амбадіанг вважає, що в деяких парах типу caballo/yegua (кінь/кобила) або yerno/nuera (зять/невістка) існує подвійне маркування – лексичне та морфологічне.
Вважається, що опозиція родів позначається закінченням -a / не -a. Таким чином, це була б нерегулярна опозиція, в якій, наприклад, -e не було б флективною морфемою, а, можливо, могло б розглядатися як аломорф (варіант формального вираження) -o, попри те, що воно не відчувається пов’язаним з певним родом (як доводить приклад padre / madre – батько / мати). Жіночий рід, зі свого боку, також має варіації -a, такі як -esa, -isa або -triz, які можуть з часом стати регулярними, як у випадку embajatriz, що перетворилося на embajadora (послиця).
Деякі граматики, такі як Альсіна та Блекуа, вважають, що, коли рід виявляється за допомогою словозміни (моції), чоловічий рід реалізується через аломорфи -o, -e, -Ø, а жіночий – через морфему -a. Наприклад, у випадку león (лев), чоловічий рід позначався б порожнім набором поряд із лексемою. Вони стверджують, що у випадку, якщо слово допускає зменшувально-пестливу форму, це полегшить ідентифікацію закінчення -o. León: león+ Ø / león+cit+o (левеня).
Ідея про морфему з нульовим значущим критикується Х. А. Мартінесом, попри визнання її методологічної користі. Цей автор слушно зазначає, що можна додати нескінченну кількість морфем з нульовим значенням; отже, у слові coche (автомобіль) (приклад Альсіни та Блекуа) ми мали б позначення однини та чоловічого роду, представлені Ø, як також могли б бути представлені всі дериваційні морфеми, застосовні до цього слова: cochera (гараж), cochazo (велика/розкішна машина) тощо. Таким чином, як зауважує Бусінес, неодружений чоловік, звісно, не є одруженим чоловіком з нульовою жінкою.

## Семантичні варіації
В іспанській мові морфологічна опозиція -o/-a іноді може використовуватися зі семантичним значенням. Наприклад, el cesto (великий кошик) / la cesta (кошик), el cubo (відро) / la cuba (діжка) можуть передавати поняття розміру, або дерево/плід у manzano (яблуня) / manzana (яблуко), castaño (каштан) / castaña (каштан). Крім того, існують менш чіткі поняття, такі як виражені словами el punto (крапка/пункт) / la punta (кінчик), el suelo (підлога/ґрунт) / la suela (підошва) або деякі похідні від латинського середнього роду множини: leño (колода) / leña (дрова) або fruto (плід) / fruta (фрукти).
У цих похідних від латинського середнього роду множини переважним родом для позначення колективностей є жіночий, що виник як такий за аналогією з латинським середнім родом множини; таким є випадок зі словом hoja (листок) у фразах на кшталт la caída de la hoja (опадання листя), що передає ідею множини і протиставляється без родової зміни una hoja (один листок). У тому ж руслі часто наводять приклад brazo (рука) проти braza (сажень), де ідея одиничності проти сукупності виражається родовою зміною.
Так само, для вираження роду, крім флективної словозміни, можна вдатися до словозміни артикля, яка, як вже зазначає Аларкос, залишається зовнішньо узгодженою морфемою. Прикладами цього є el/la testigo (свідок/свідок), el/la camarada (товариш/товаришка), el/la cónyuge (чоловік/дружина).
Паралельним, але дуже мало поширеним випадком є епіценні іменники, як їх називали в традиційній граматиці. Вони охоплюють невелику кількість позначень істот, де інтерес до статевого розрізнення є незначним для комунікативного наміру. Такими є multitud (безліч), persona (особа) тощо, та назви тварин, як-от sardina (сардина) або cigüeña (лелека), до яких за потреби можна додати macho (самець) або hembra (самка) для уточнення.
Варто відзначити випадок el mar (море) / la mar (море), який був об’єктом окремих досліджень. Насамперед слід врахувати, що це односкладове слово, і такі, як зазначає Розенблат, мають окрему історію. Наразі вважається, що мешканці суходолу віддають перевагу чоловічому роду, на відміну від моряків та технічної мови (mar gruesa – бурхливе море), де використовують жіночий рід. Також зазначалося, що для множини є виключним вживання чоловічого роду. Так само існує спроба пояснення його вживання як метафоричного терміна, де чоловічий рід використовується з означеним артиклем (un mar de espigas – море колосків), а жіночий – коли використовується артикль (la mar de tiempo – купа часу).
Здається очевидним, що родова опозиція в іспанській мові є однією з найпродуктивніших, завдяки кількості пар, які вона охоплює, та легкості утворення нових прикладів. Саме тому часто виникають іронічні утворення: ni concilios ni concilias (ні ради, ні радиці – в романі "Палаци Ульоа") або знамените Melibeo soy (я – Мелібей) у п’єсі "Селестіна", що має на меті показати крайню закоханість Калісто, маючи на увазі пародію на куртуазне кохання.
Також у дитячій мові з’являються idioto (ідіотка) або desobedienta (неслухняний хлопчик), через надмірне використання рекурсивності регулярного узгодження. У Південній Америці з тієї ж причини можна почути hipócrito (лицемірка), media dormida (напівсонний хлопчик) або pianisto (піаністка). Так само, часто застосовуються, з різним успіхом, жіночі закінчення для іменників, які, в принципі, залишалися поза межами родової відмінності; такими є figuranta (статистка), bachillera (бакалаврка – розм.), rea (ув’язнена), testiga (свідок – заст.) або huéspeda (гостя) (деякі з них з’явилися дуже рано, доводячи таким чиномвелику продуктивність цієї опозиції).

## Аномальне узгодження: іменники жіночого роду з наголошеним /a/ на початку
Жіночі артиклі la та una обов’язково набувають форми el та un відповідно, коли стоять перед іменниками жіночого роду, що починаються з наголошеного /a/ (графічно a- або ha-); таким чином, ми говоримо:
el águila (орел), el aula  (аудиторія) або el hacha (сокира).
Однак не слід забувати, що ці слова залишаються жіночого роду, тому всі інші детермінанти та пов’язані з ними слова завжди повинні писатися в жіночому роді (наприклад, La principal arma de Indiana Jones es el látigo – Головною зброєю Індіани Джонса є батіг). Крім того, якщо la та una знаходяться не безпосередньо перед цими словами, а між ними є інші, вони обов’язково повертаються до своєї звичайної форми (наприклад, Me bebí toda la fresca agua del vaso – Я випив усю свіжу воду зі склянки). Ці випадки очевидної відсутності узгодження слід розглядати як фонологічне явище, а не як випадок відсутності узгодження. Хоча це явище, схоже, не впливає на прикметники:
La alta inflación provocó una pérdida de poder adquisitivo. (Висока інфляція спричинила втрату купівельної спроможності.)
La áspera superficie de una lima. (Шорстка поверхня напилка.)
У Середньовіччі чоловічі артиклі використовувалися не лише перед наголошеним a, але й перед ненаголошеним a і навіть перед будь-яким голосним (el espada – меч).

## Фемінізм та граматичний рід
Фемінізм сягає ідей, що виникли у XVIII столітті, пов’язаних із правами людини та концепціями універсального суб’єкта, суб’єкта знання та громадянина, таким чином, чоловічий рід піднявся від родового до універсального. Вже у XVII столітті Вожеля щодо французької мови заявив:
Чоловіча форма має пріоритет над жіночою, тому що вона шляхетніша.
Три століття потому фемінізм залишається критичним поглядом, який виявляє та ірраціоналізує. Так, на противагу аргументам проти жіночої форми química (хімічка) або música (музикантка), оскільки це нібито плутає професіонала з дисципліною, феміністична теорія показує, що ніколи не було плутанини між el frutero (продавець фруктів) та el vendedor de frutas (продавець фруктів). Крім того, слід розуміти, що немає жодного прагнення до приховування у включенні жінок-професіоналів під немаркованим позначенням чоловічого роду, як немає такого наміру і в чоловічому роді для гетерогенної групи, згідно з принципом мовної економії.
Насправді, опитування, проведені серед професіоналів медицини, показують, що вони віддають перевагу тому, щоб їх характеризували за допомогою словозміни артикля, тобто la médico (лікарка) замість médica (лікарка).
Мова сприймається лише як явище солідарного характеру між виявом та глибинною сутністю думки. Тобто, мовні вживання розкривають спосіб розуміння реальності. Ця ідея про те, що лексичні вживання мови мають психологічні та культурні наслідки в свідомості мовців, є переконанням, пов’язаним із нейролінгвістичним програмуванням та контроверсійною гіпотезою Сепіра-Ворфа.
В інших випадках назва професії не несе в собі статевої референції, і тому використання fiscala (прокурорка) або jueza (суддя) може сприйматися як непотрібна або надмірна характеристика.
Наразі основа проблематики полягає в назвах професій, деякі з яких становлять особливі труднощі для їхньої фемінізації.
З огляду на все сказане, слід наполягати на необхідності розрізняти сексистські ставлення щодо функціонування граматичної системи, як раніше ми розрізняли поняття роду та статі.

## Вказівка обох родів
В останні роки, у зв’язку зі зростанням використання несексистської мови, поширюється звичай — непотрібний, на думку Королівської іспанської академії, — робити явним звернення до обох статей при використанні одуховлених іменників або прикметників:
Los alumnos y las alumnas de esta clase ganaron el concurso de belleza. (Хлопці та дівчата цього класу виграли конкурс краси.)
З метою економії цього мовного вживання, яке може здаватися складним, почало поширюватися використання символу @ як графічного засобу для об’єднання в одному слові чоловічої та жіночої форм іменника, оскільки цей знак включає у своєму написанні голосні a та o:
L@s alumn@s de esta clase ganaron el concurso de belleza. ( Учні цього класу перемогли в конкурсі краси.)
Використання @ для об’єднання в одному слові чоловічої та жіночої форм іменника є дуже поширеним у публікаціях організацій, що прагнуть рівності прав між чоловіками та жінками (ліві політичні партії, громадські рухи, молодіжна преса), і навіть використовувалося в деяких інституційних кампаніях. Його поширення деякими політичними партіями також є спробою створити імідж сучасності та прогресивності.
Однак Королівська іспанська академія не схвалює ці варіанти з кількох причин:
- У іменниках, що позначають одуховлених істот, граматичний чоловічий рід використовується не лише для позначення осіб чоловічої статі, але й для позначення всіх особин виду, без розрізнення статі. Таке використання граматичного чоловічого роду не означає жодного дискримінаційного наміру, а є застосуванням лінгвістичного закону мовної економії.
- Використання обох родів є необхідним лише тоді, коли опозиція статей є важливим фактором у контексті:

La proporción de alumnos y alumnas en las universidades se ha invertido en los últimos años. (Співвідношення студентів та студенток в університетах змінилося за останні роки.)
- Також не схвалюються штучні та неприродні вирази, такі як «las y los ciudadanos» (громадянки та громадяни).